# Орьяк-сюр-Вандинель
Орья́к-сюр-Вандине́ль (фр. Auriac-sur-Vendinelle, окс. Auriac de Vendinèla) — коммуна во Франции, находится в регионе Юг — Пиренеи. Департамент — Верхняя Гаронна. Входит в состав кантона Караман. Округ коммуны — Тулуза.
Код INSEE коммуны — 31026.

## География

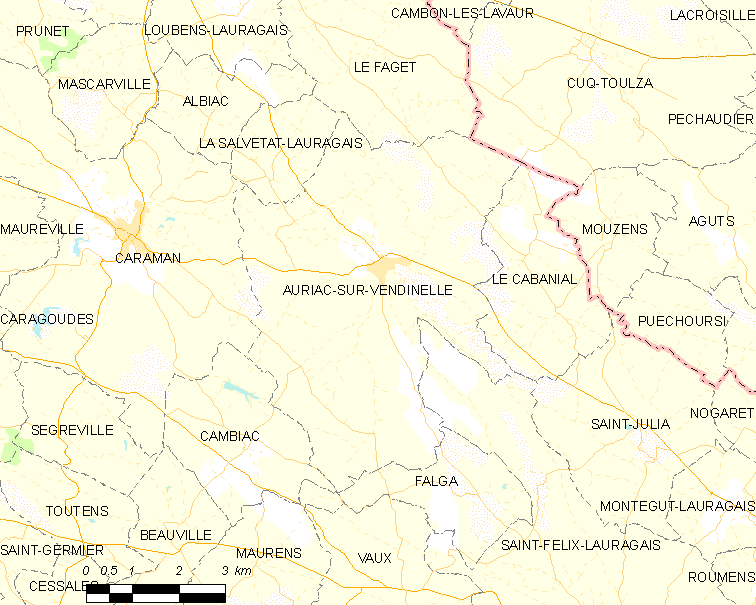
Карта коммуны

Коммуна расположена приблизительно в 600 км к югу от Парижа, в 33 км к востоку от Тулузы.

## Климат
Климат умеренно-океанический. Зима мягкая и снежная, весна характеризуется сильными дождями и грозами, лето сухое и жаркое, осень солнечная. Преобладают сильные юго-восточные и северо-западные ветры.

## Население
Население коммуны на 2010 год составляло 996 человек.
| 1962 | 1968 | 1975 | 1982 | 1990 | 1999 | 2010 |
| ---- | ---- | ---- | ---- | ---- | ---- | ---- |
| 955  | 939  | 849  | 910  | 976  | 957  | 996  |

## Администрация
| Период | Период | Фамилия           | Партия                  | Примечания |
| ------ | ------ | ----------------- | ----------------------- | ---------- |
| 1977   | 2001   | Франсис Рако      | Социалистическая партия |            |
| 2001   | 2008   | Франсис Моран     |                         |            |
| 2008   | 2014   | Мишель Тест       | Социалистическая партия |            |
| 2014   | 2020   | Патрик Гранвиллен |                         |            |

## Экономика
В 2010 году среди 601 человека трудоспособного возраста (15—64 лет) 443 были экономически активными, 158 — неактивными (показатель активности — 73,7 %, в 1999 году было 67,9 %). Из 443 активных жителей работали 410 человек (224 мужчины и 186 женщин), безработных было 33 (15 мужчин и 18 женщин). Среди 158 неактивных 42 человека были учениками или студентами, 71 — пенсионерами, 45 были неактивными по другим причинам.

## Достопримечательности
- Церковь Нотр-Дам (XI—XII века). Исторический памятник с 1975 года[4]
- Колокольня, бывший донжон замка XI века
- Дом Сарда-де-Комон (XV век). Исторический памятник с 1927 года[5]